# Tomasz Gębala
Tomasz Gębala, né le 23 novembre 1995 à Gdynia, est un handballeur international polonais évoluant au poste d'arrière gauche au sein du club polonais KS Kielce. Il mesure  2,12 mètres et pèse 124 kg.
Il est le frère du handballeur international Maciej Gębala (en).